# Faydit (croisade)
Pour les articles homonymes, voir Faydit.
Les faydits ou faidits sont les chevaliers et les seigneurs languedociens qui se sont retrouvés dépossédés de leurs fiefs et de leurs terres lors de la croisade des albigeois.
Ils furent partie prenante dans la résistance occitane menée contre l'occupation et l'établissement des croisés venus du nord.
Les seigneurs languedociens qui étaient punis de faidiment pouvaient l'être pour deux raisons différentes. Soit ils étaient des croyants cathares et donc coupables directement d'hérésie, soit ils refusaient de prêter allégeance aux meneurs de la croisade, ce qui faisait d'eux (aux yeux des croisés) des protecteurs des hérétiques (ce qui était dans certains cas vrai, certains parfaits et parfaites étant parfois des membres de leur famille). Un seigneur ou chevalier puni de faidiment voyait ses terres mises en proie et pouvait donc se les faire confisquer par les croisés. De nombreux faydits ainsi pourchassés rejoignirent le maquis et prirent une part active dans la résistance à l'occupation de l'Occitanie par les croisés.
Le devenir de ces chevaliers fut très différent. En effet, on ne reste pas nécessairement faydit à vie. Certains moururent pour leurs terres ou s'exilèrent à la cour du roi d'Aragon, comme Géraud de Niort un temps.
D'autres cherchèrent aussi à faire la paix avec l'Église afin de recouvrer leurs terres et leurs droits en échange de promesses de combattre les hérétiques à leur tour ou alors de prendre la croix pour aller en Terre sainte comme ce fut le cas, par exemple, d'Olivier de Termes, de Bernard-Othon de Niort (qui alla jusqu'à Rome se faire absoudre par le pape).
Parmi les faydits célèbres, on compte : Raymond VI de Toulouse et son fils Raymond VII, Raimond Trencavel, Pierre-Roger de Mirepoix, le défenseur de Montségur et Olivier de Termes.

## Liste de «faydits»
De nombreux noms de chevaliers et seigneurs faydits sont parvenus jusqu'à nous. Une liste non exhaustive en est donnée ci-dessous.
- Pierre-Raimond d'Argens (faydit du temps de Simon de Montfort) [1]
- Chabert de Barbeira
- Jourdain de Cabaret
- Béranger de Cucugnan
- Pierre de Cucugnan
- Géraud de Gourdon
- Bernard-Jourdain de l'Isle-Jourdain
- Guillaume Hunaud de Lanta
- Guiraud Hunaud de Lanta
- Jourdain Hunaud de Lanta
- Raymond Hunaud de Lanta
- Raoul de Laure
- Guillaume de Minerve
- Pons de Mirabel
- Arnaud-Roger de Mirepoix
- Pierre-Roger de Mirepoix
- Jacques de Villemagne (actuellement hameau de la commune de lagrasse)
- Aymeric de Montlaur Murles
- Ozile de Morlhon
- Géraud de Niort
- Bernard-Othon de Niort
- Guillaume de Niort
- Raymond de Roquefeuil (Niort)
- Guiraud de Pépieux
- Raymond de Péreille
- Guillaume du Puy (de Podio) [2].
- Sicard de Puylaurens
- Pelfort de Rabastens
- Raymond-Sans de Rabat
- Augier de Rabat
- Aimery de Roquefort (Aimery de Montréal)
- Bernard de Roquefort (Bernat de Roquefort)
- Guillaume de Roquefort (Guilhem de Roquefort)
- Jourdain de Roquefort (Jordan de Roquefort, biographie complète dans[3])
- Pierre-Géraud de Routier
- Guillaume-Arnaud de Soupex
- Olivier de Termes
- Raymond VI de Toulouse
- Raymond VII de Toulouse
- Raimond II Trencavel
- Guiraud-Amiel de Villallier
- Arnaud de Villemur

## Les faydits aujourd'hui
Aujourd'hui, plusieurs mouvements se revendiquent comme des héritiers faydits. En effet, des mouvements comme l'Oc Per Autonomia, ou encore le CRAV, prétendent être à leur tour des faydits dans le sens où ils se cachent dans les maquis d'Occitanie, ou qu'ils s'exilent pour mieux combattre ceux qu'ils considèrent comme envahisseurs des terres Occitanes